# Дагмара Богемская
Драгомира, чаще именуемая на датский лад Дагмара (в крещении — Маргарита или Маркета, чеш. Markéta; 1186, Майсен, Маркграфство Мейсен — 24 мая 1212 или 24 мая 1213, Дания), — королева-консорт Дании, супруга короля Вальдемара II, дочь короля Чехии (Богемии) Пршемысла Отакара I и его жены Адельгейды Мейсенской.

## Ранняя жизнь
У Драгомиры (получившей в крещении имя Маргариты) был один брат Вратислав и две сестры, Божислава и Гедвига. Её отец стал князем Чехии в 1192 году, но в 1193 году был свергнут, после чего со своей семьёй покинул Чехию.
Адельгейда и её дети обрели новый дом при дворе Альбрехта I, маркграфа Мейсена, а Пршемысл Отакар стал наёмником у немецких правителей. В 1197 году Пршемысл Отакар стал князем Чехии во второй раз. Он оставил Адельгейду и развёлся с ней в 1199 году на основании кровного родства, после чего в том же году женился на Констанции Венгерской. Это в будущем помогло ему получить наследственный титул короля.
Адельгейда не отказалась от своих прав и в 1205 году временно вернулась в Прагу. В то время Пршемысл Отакар решил выдать свою дочь Маргариту за короля Дании Вальдемара II. В том же году его вторая жена Констанция родила сына, который в будущем стал королём Чехии Вацлавом I. Адельгейда вскоре покинула Чехию и умерла через несколько лет.

## Королева Дании
Прежде чем жениться на Дагмаре, Вальдемар был обручён с Риксой Баварской, дочерью герцога Саксонского. Когда помолвка была разорвана, он в 1205 году в Любеке женился на Маргарите, ныне известной под именем Дагмара. В 1206 году королева Дагмара повлияла на Вальдемара, и он выпустил из заключения одного из самых ярых его противников, епископа Шлезвига Вальдемара Датского, который находился в плену с 1193 года.
В 1209 году Дагмара родила сына, Вальдемара Молодого (ок. 1209—1231). Королева Дагмара умерла 24 мая 1212 года при родах; второй ребёнок, сын, не выжил. В 1218 году в Шлезвиге Вальдемар II провозгласил Вальдемара Молодого своим соправителем. Однако в 1231 году Вальдемар был случайно застрелен во время охоты в Северной Ютландии.
О Дагмаре как о личности мало известно. Большая часть образа Дагмары происходит из более поздних народных песен, мифов и легенд, призванных представить её идеальной христианской королевой: мягкий, терпеливый и любимый всеми, в отличие от её непопулярной преемницы, королевы Беренгарии. Согласно старым народным балладам на смертном одре она умоляла Вальдемара жениться на Христине, дочери Карла фон Рисе, а не на «прекрасном цветке» Беренгарии Португальской. Другими словами, она предсказала борьбу за датский престол между сыновьями Беренгарии.
После смерти Дагмары, чтобы построить хорошие отношения с Фландрией (коммерчески важной территорией к западу от враждебных Дании южных соседей), Вальдемар женился на Беренгарии Португальской в 1214 году. Королева Дагмара была похоронена в церкви Святого Бендта в Рингстеде: с одной стороны от Вальдемара II лежит Дагмара, а с другой — Беренгария.